# Clermont Sud-Est
 (signalé en août 2025).
Si vous disposez d'ouvrages ou d'articles de référence ou si vous connaissez des sites web de qualité traitant du thème abordé ici, merci de compléter l'article en donnant les références utiles à sa vérifiabilité et en les liant à la section « Notes et références ».
- Archive Wikiwix
- Bing
- Cairn
- DuckDuckGo
- E. Universalis
- Gallica
- Google
- G. Books
- G. News
- G. Scholar
- Persée
- Qwant
- (zh) Baidu
- (ru) Yandex
- (wd) trouver des œuvres sur Wikidata

 (août 2025).
Clermont Sud-Est est la seconde circonscription du Puy de Dôme.
Alain Néri en est le député actuel.
La 2° circonscription du Puy-de-Dôme, dite Clermont-sud-est, englobe 41 communes pour 110 976 habitants et 74 693 électeurs. La circonscription compte 8 cantons avec Aubière, Clermont Sud, Clermont Sud-Est, Cournon, Pont-du-Chateau, Vertaizon, Billom, et Saint-Dier d'Auvergne.

## Scrutin de juin 2007
Les candidats actuels sont :
- Alain Néri (PS)
- Paul Suss (UMP)
- Claire Joyeux (Gauche populaire)
- Marie-Christine Petit-Belouin (Verts)

## Scrutin de juin 2002
Le scrutin a été marqué par le nombre important (17) de candidats en lice. Les principaux enjeux se concentraient entre le député sortant, et deux gros adversaires de droite.
- Alain Néri - PS (député sortant) : 42 %
- Paul Suss - UMP : 24 %
- Hervé Prononce - Divers droite : 14,1 %
- Janton - FN : 6,8 %
- Marina Rajewski - PCF : 3,8 %
- Odile Vignal - Les Verts : 2,7 %
- Fatima Chennouf-Terrasse - LCR : 1,9 %
- Monique Bonnet - MDC : 1,6 %
- Mainville - LO : 1,2 %
- Lamy - MNR : 0,8 %
- Psok - MEI : 0,6 %
- Testi - GE : 0,5 %
- Lefranc - CPNT : 0,5 %
- Lecat - PT : 0,5 %
- Gilles - DIV : 0,1 %
- Aunac - RPF : 0 %
- Mermoz - DL : 0 %

Au second tour, Alain Néri est réélu avec 57,3 % des voix, face à l'UMP Paul Suss (42,7 %).